# Cristian Toro
Cristian Isaac Toro Carballo  (La Asunción 29 april 1992) is een Spaans kanovaarder. 
Toro won samen met Saúl Craviotto de gouden medaille in de K-2 200 meter tijdens de Olympische Zomerspelen 2016 in het Braziliaanse Rio de Janeiro. 
Tijdens de wereldkampioenschappen in zowel 2017 als in 2018 won Toro de zilveren medaille op zowel de K-2 200 meter als op de K-4 500 meter.

## Belangrijkste resultaten

### Olympische Zomerspelen
| Editie | Plaats         | Resultaten |
| ------ | -------------- | ---------- |
| 2016   | Rio de Janeiro | K-2 200m   |

### Wereldkampioenschappen vlakwater
| Jaar | Plaats           | Resultaten          |
| ---- | ---------------- | ------------------- |
| 2017 | Račice           | K-2 200m · K-4 500m |
| 2018 | Montemor-o-Velho | K-2 200m · K-4 500m |

2012: Alexander Djatsjenko & Joeri Postrigaj ·
2016: Saúl Craviotto & Cristian Toro